# ژوئل بتن
ژوئل بتن (فرانسوی: Joël Bettin‎؛ زادهٔ ۶ ژوئیهٔ ۱۹۵۹) قایقران کانو اهل فرانسه است.